# Hospital General de Filipinas

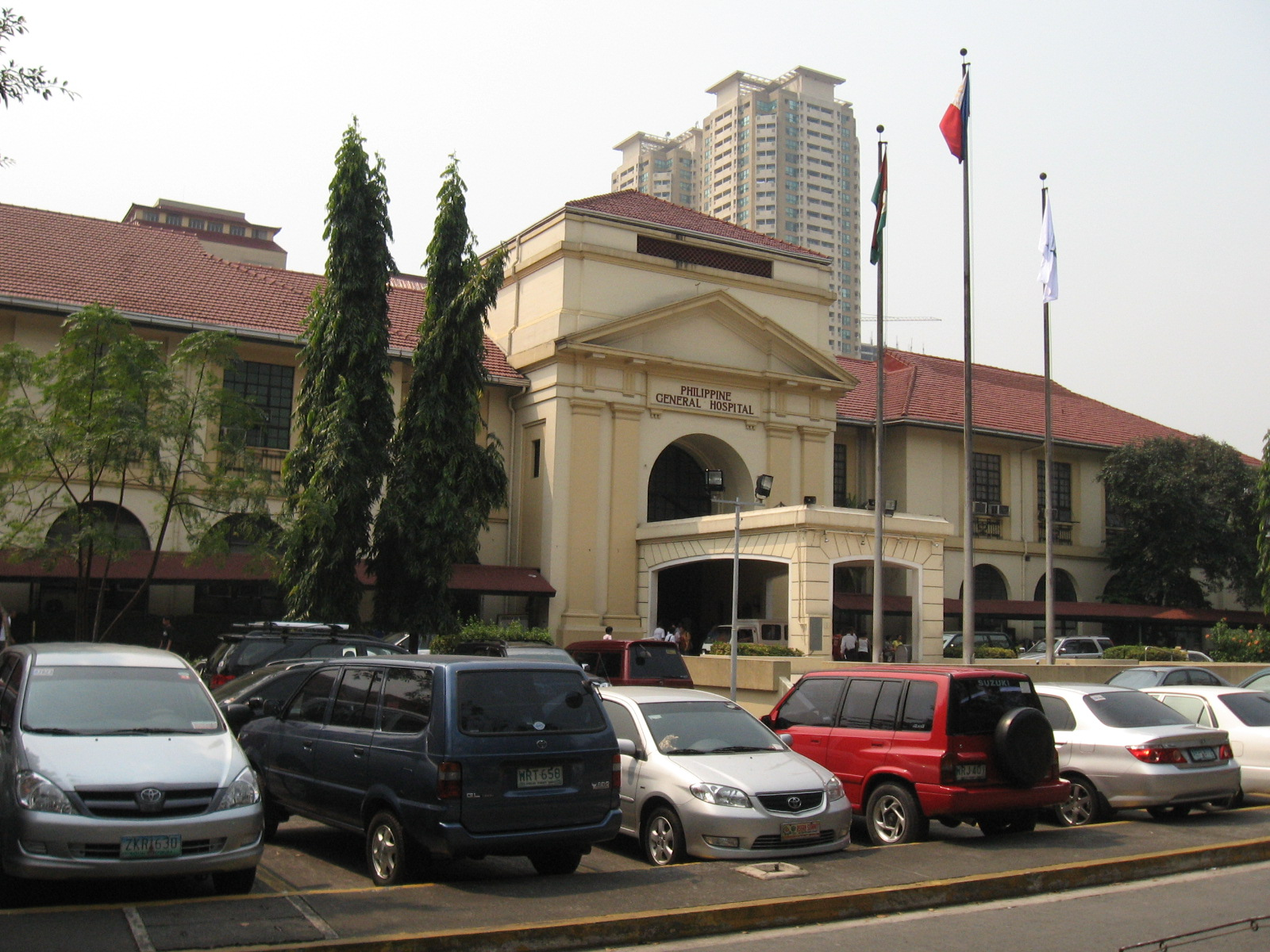
Hospital General de Filipinas

El Hospital General de Filipinas (PGH) fue fundado en el año 1910 por el Dean Conant Worcester. Es administrado por la Universidad de Filipinas. Se trata del mayor hospital público gestionado por la universidad, y tiene el título de Hospital Universitario Nacional. Se encuentra en el sector de Ermita, en Manila, en Filipinas. Es el hospital más grande del país, con una capacidad de 1.500 camas. Es de uso mixto, con 1.000 camas para pacientes indigentes y 500 camas para pacientes privados, y ofrece algunas de las tarifas más bajas para los pacientes por lo que se le conoce generalmente como el hospital para los pacientes indigentes.
El PGH, es el hospital más grande de formación en el país, es el hospital de laboratorio usado por los estudiantes de ciencias de la salud matriculados en la Universidad de Filipinas. Esto incluye a los estudiantes de medicina, enfermería, fisioterapia, farmacia, terapia ocupacional, odontología y patología del habla.